# Skiren (Eskilstuna socken, Södermanland)
Skiren är en sjö i Eskilstuna kommun i Södermanland och ingår i Norrströms huvudavrinningsområde. Skiren ligger i Natura 2000-området Skiren-Kvicken.